# Gabriel El-Registan

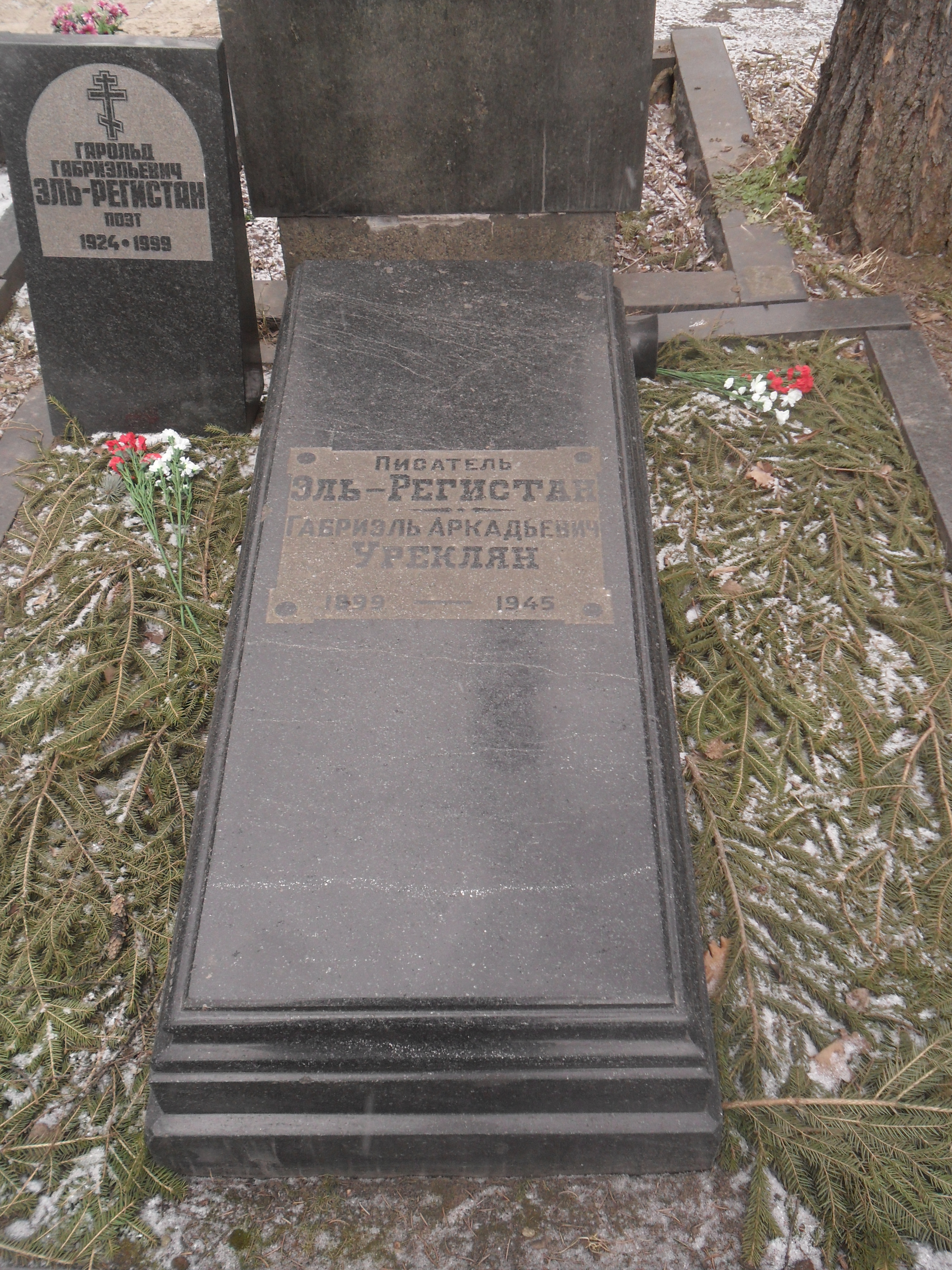
Grób Gabriela El-Registana na Cmentarzu Nowodziewiczym w Moskwie

Gabriel Arkadjewicz Urieklan (ros. Габриэ́ль Арка́дьевич Урекля́н), bardziej znany jako Gabriel El-Registan (ros. Габриэль Эль-Регистан, orm. Գաբրիել Էլ-Ռեգիստան; ur. 15 grudnia 1899 w Samarkandzie, zm. 30 czerwca 1945 w Moskwie) – radziecko-ormiański pisarz. Wraz z Siergiejem Michałkowem współautor słów państwowego hymnu ZSRR (1943).
Pochowany na Cmentarzu Nowodziewiczym w Moskwie.